# Petra Spigt
Petra Spigt (Amsterdam, 4 september 1952) is een Nederlandse edelsmid en ontwerpster van sieraden. 
Spigt kreeg tussen 1971 en 1976 haar opleiding aan de afdelingen Edelsmid en Industriële vormgeving van de Gerrit Rietveld Academie in Amsterdam. Zij werkte daarna jarenlang als oortechniker in laboratoria voor hoortoestellen en gehoorbescherming. In 2017 legde zij zich opnieuw toe op het maken van sieraden. 
Voor haar sieraden gebruikt zij materialen als acryl, titanium, parels, goud en zilver. Een van de eerste ontwerpen was een zilveren 'buisjes-speld' en een serie van drie broches. De broches konden na het dragen als dekseltjes op een doosje konden worden gezet. De rode broche werd aangekocht door Inge Asenbaum van galerie Am Graben in Wenen en werd later onderdeel van de collectie van het Dallas Museum of Art in het Amerikaanse Dallas. Haar afstudeerobject, bestaande uit een zilveren peper en zoutstel, werd aangekocht door Museum Boijmans Van Beuningen in Rotterdam.  Ander werk werd aangekocht door het Design Museum Den Bosch.

## Oorstukjes
Voortkomend uit haar laboratoriumwerk ontwierp zij sieroorstukjes, eerst voor kinderen, later ook voor volwassenen. Het idee ontstond toen ze oorstukjes ging verzilveren en vergulden voor mensen die allergisch waren voor kunststoffen.  De benodigde harde kunststof kan ze in allerlei kleuren maken. Haar zilveren sieraden worden vastgezet aan het slangetje van gehoortoestellen. 

## Samenwerking
Spigt werkt samen met een Amsterdamse schoenen- en tassenontwerpster. Uit haar samenwerking met hoedenontwerper Herma de Jong kwam een serie hoedenspelden voort.

## Tentoonstellingen (selectie)
- Vereniging van Edelsmeden en Sieraadontwerpers, Stedelijk Museum Amsterdam (1981)
- Vier Seizoenen, Kasteel Groeneveld (groepstentoonstelling) [6]

## Varia
- Petra Spigt is een dochter van de Amsterdamse humanist Piet Spigt. [7]
- Tot haar activiteiten behoort het voorzitterschap van Lionsclub Baarn-Drakensteyn [8]